# Knut Larsson
Pour les articles homonymes, voir Larsson.
Knut Larsson (né en 1972) est un auteur de bande dessinée et artiste multimédia suédois. Contributeur régulier au mensuel de bande dessinée Galago de 1996 à 2004, il a par la suite diversifié ses activités, tout en restant surtout connu comme auteur de bande dessinée.

## Distinctions
- 2001 : Chien moche Galago (sv)
- 2016 : Prix Adamson du meilleur auteur suédois pour l'ensemble de son œuvre (partagé avec Ellen Ekman)

## Publications

### En français
- Triton, PLG, 2013.